# Середнє за Героном
Середнє за Героном двох не від'ємних дійсних числа A та B в математиці визначається формулою
{\displaystyle H={\frac {1}{3}}\left(A+{\sqrt {AB}}+B\right).}
Названо на честь Герона Александрійського

## Властивості

### Симетричність
Як і всі середні значення, Середнє за Героном симетричне, тобто не залежить від порядку чисел A і B.

### Ідемпотентність
Середнє будь-якого числа з самим собою дорівнює цьому числу.
Середнє за Героном це узагальнення середнього арифметичного та геометричного тому що воно знаходиться між двома середніми.
{\displaystyle H={\frac {2}{3}}\cdot {\frac {A+B}{2}}+{\frac {1}{3}}\cdot {\sqrt {AB}}.}

## Застосування в геометрії

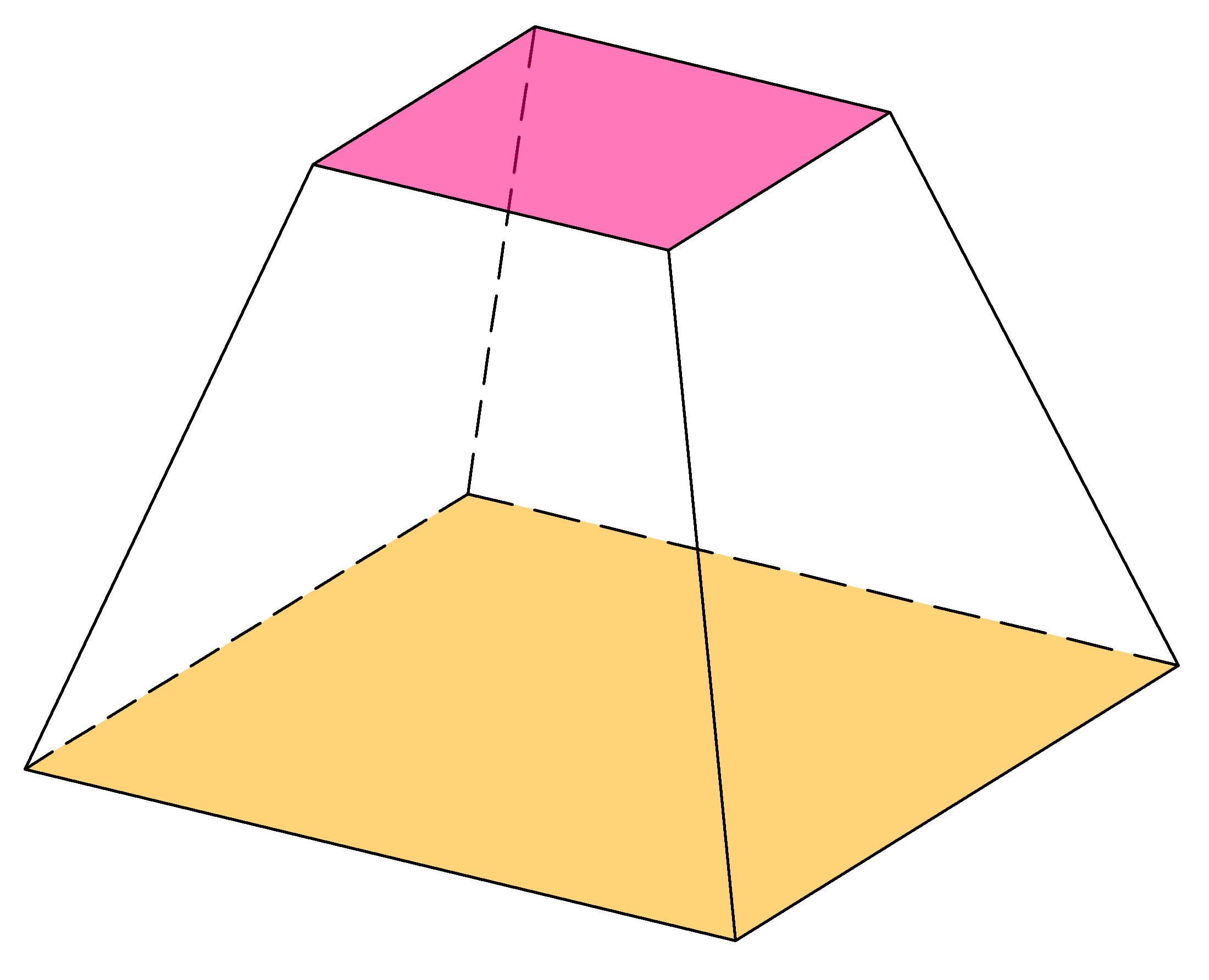
Усічена квадратна піраміда, об'єм якої дорівнює добутку висоти та на середнього за Героном двух площ

Середнє за Героном використовується для обчислення об'єму усіченої піраміди або конуса (частини, що залишається після відсікання верхньої частини площею, паралельною основі). Об'єм усіченої фігури дорівнює добутку висоти усіченої фігури та середнього за Героном двух площ верхньої та нижньої основ.
Цікаво, що схожа формула для об'єму усіченої піраміди з квадратними основами зустрічається в московському математичному папірусі, який датується приблизно 1850 роком до н. е. Це свідчить про те, що єгиптяни вже тоді використовували подібні розрахунки.